# Paralephana talacai
Paralephana talacai là một loài bướm đêm trong họ Noctuidae.